# Cylindrocolea dimorpha
Cylindrocolea dimorpha là một loài rêu tản trong họ Cephaloziellaceae. Loài này được (Casp.) Grolle mô tả khoa học lần đầu tiên năm 2004.